# Antônio Joaquim de Maia Monteiro
Antônio Joaquim de Maia Monteiro, primeiro e único barão de Maia Monteiro CvNSC (Rio de Janeiro, 19 de junho de 1860 — Petrópolis, 20 de maio de 1933), foi um proprietário rural e nobre brasileiro.
Filho do português Joaquim Manuel Monteiro, primeiro conde de Estrela, e de sua segunda mulher, Luísa Amália da Silva Maia. Era irmão de José Joaquim de Maia Monteiro, barão de Estrela, e meio-irmão de Joaquim Manuel Monteiro, segundo conde de Estrela. Casou-se com Maria Elisa Pinto de Miranda Montenegro, neta paterna dos viscondes de Vila Real da Praia Grande e materna dos barões de Muriaé. O casal deixou geração.
Fidalgo Cavaleiro da Casa Imperial, recebeu o grau de cavaleiro da Ordem de Nossa Senhora da Conceição de Vila Viçosa. Agraciado com o baronato por decreto de 12 de junho de 1882.